# براودفورد، سکای
براودفورد (به انگلیسی: Broadford) یک روستا در بریتانیا است که در هایلند واقع شده‌است.